# Murat Karayılan
Murat Karayılan, född 5 juni 1954 i Birecik i Şanlıurfa,  är en kurdisk militant rebelledare som är högste ledare för Kurdistans arbetarparti (PKK) 1999–2014, tillförordnad ledare för organisationen sedan dess ursprunglige grundare och ledare Abdullah Öcalan togs till fånga och fängslades 1999. Efter 2014 var Karayılan befälhavare för PKK:s väpnade gren.   
Karayılan avslutade sina studier vid en teknisk yrkesskola och anslöt sig till PKK 1979. Han var politiskt aktiv i sin hemprovins Şanlıurfa tills han flydde till Syrien 1980 för att undkomma förföljelse i efterdyningarna av den turkiska militärkuppen.